# Block (Familienname)
Block ist ein Familienname.

## Herkunft
Die Herkunft des Namens ist unsicher. Möglich ist eine Ableitung von Bloch, der in Ostmitteleuropa (Polen, Baltikum) verbreitet war, oft als jüdischer Name.
Eine Herkunft von Block wird auch in Betracht gezogen.

## Namensträger

### A
- Achim Block (1932–2019), deutscher Philologe, Pädagoge und Politiker (CDU)
- Adam Block (* 1973), US-amerikanischer Astronom und Asteroidenentdecker
- Adelaide von Block-Quast (1896–1982), deutsche Malerin
- Adolf Block (1893–1990), deutscher Generalrichter, zuletzt am Reichskriegsgericht
- Adriaen Block (1567–1627), niederländischer Entdecker
- Agnes Block (1629–1704), niederländische Mennonitin, Kunstsammlerin und Kunstmäzenin sowie Sammlerin tropischer Pflanzen
- Al Block (Albert Block; 1925/1926–2015), US-amerikanischer Jazzmusiker
- Albrecht Block (1774–1847), Landwirt
- Andreas von Block-Schlesier (* 1945), deutscher Jurist und Politikwissenschaftler
- Anna Katharina Block (1642–1719), deutsche Barockmalerin
- August Block (1877–1956), deutscher Landwirt und Politiker (DP)
- Axel Block (* 1947), deutscher Kameramann

### B
- Benjamin von Block (1631–1689), deutscher Porträtmaler
- Bill Block (* 1954), US-amerikanischer Filmproduzent
- Birgit Berg-Block (* 1942), deutsche Künstlerin
- Bruno Block (* 1949), deutscher Politiker, Bürgermeister

### C
- Christina Block (* 1973), deutsche Gastronomin und Unternehmerin

### D
- Daniel Block (1580–1660), deutscher Porträtmaler der Spät-Renaissance
- David von dem Block (um 1590–1640 oder 1641), flämischstämmiger Maler in Danzig
- Detlev Block (1934–2022), deutscher Pfarrer und Kirchenlieddichter

### E
- Eberhard von Block (1923–2019), deutscher Generalmajor
- Eckhard Block (* 1950), deutscher Journalist, Publizist und Autor
- Elisabeth Block (1923–1942), deutsche Tagebuchschreiberin und Holocaustopfer
- Emil Block (1884–1966), deutscher Maler
- Eric Block, US-amerikanischer Chemiker
- Ernst Block (1927–2017), deutscher Lehrer und Heimatforscher
- Eugen Block (* 1940), deutscher Unternehmer
- Eugène-François de Block (1812–1893), belgischer Genremaler, Radierer und Zeichner

### F
- Francesca Lia Block (* 1962), US-amerikanische Autorin
- Franz-Rudolf Block (* 1932), deutscher Metallurg und Hochschullehrer
- Frederick Block, geboren als Friedrich Bloch (1899–1945), österreichischer Komponist
- Friedrich Christian Block (1763–1842), deutscher lutherischer Pastor und Superintendent
- Friedrich W. Block (* 1960), deutscher Literaturwissenschaftler, Kurator und Stiftungsleiter
- Fritz Block (1889–1955), deutscher Architekt und Fotograf

### H
- Hans Block (Journalist) (1870–1953), deutscher Journalist
- Hans Block (* 1985), deutscher Regisseur und Musiker
- Hans Heinrich Block (* 1938), deutscher Offizier
- Hans-Volker Block (1940–1979), deutscher Komponist
- Harlon Block (1924–1945), US-amerikanischer Marine (Raising the Flag on Iwo Jima)
- Hartmut Block (* 1957), deutscher Drehbuchautor
- Heinrich Block (1901–nach 1954), deutscher Cembalist
- Heinz Block (* 1925), deutscher Politiker (SED)
- Helga Block (* 1954), deutsche Verwaltungsjuristin und Datenschutzbeauftragte
- Herbert Block (1903–1988), deutschamerikanischer Ökonom
- Herbert Lawrence Block (1909–2001), US-amerikanischer Cartoonist
- Hugo von Block (1818–1897), preußischer Generalmajor

### I
- Ida Block (1632–1693), niederländische Mennonitin und Forscherin

### J
- James Block (* 1968), britischer Kanute
- Jan-Marten Block (* 1995), deutscher Rocksänger
- Jochen Block (1929–1995), deutscher Physikochemiker
- Johann Carl Friedrich von Block (1735–1797), deutscher Oberst
- Johannes Block (Prediger) (Johannes Block von Stolp; 1470/1480–1545), deutscher Geistlicher
- Johannes Block (Jurist) (1881–1945), deutscher Jurist und Richter
- Johannes Block (Künstler) (1881–1959), deutscher Maler und Graphiker
- Johannes Block (Offizier) (1894–1945), deutscher General der Infanterie
- Johannes Block (Theologe) (* 1965), deutscher Theologe und Pfarrer
- John Rusling Block (* 1935), US-amerikanischer Politiker
- Josef Block (1863–1943), deutscher Maler
- Julius Block (Unternehmer) (1858–1934), deutscher Unternehmer, Musikliebhaber und Pionier der Tonaufnahme
- Julius Block, deutscher Musiker, siehe Thomas Wenzel
- Julius Johann Block (1616–1681), Fürstlich Braunschweig-Lüneburgischer Kammersekretär sowie Kontributions- und Proviantverwalter in Hannover
- Jürgen Block (* 1967), deutscher Musikproduzent

### K
- Karl Block (Unternehmer) (um 1857–1919), deutscher Fabrikant
- Karl Block (Journalist) (1894–1981), deutscher Fernsehjournalist
- Karl Block (Schauspieler), deutscher Schauspieler
- Karl Heinrich Stephan von Block (1781–1839), preußischer Generalleutnant
- Katharina Block (* vor 1990), deutsche Soziologin und Hochschullehrerin
- Ken Block (Eishockeyspieler) (Kenneth Richard Block; * 1944), kanadischer Eishockeyspieler
- Ken Block (1967–2023), US-amerikanischer Rallye- und Rallycross-Fahrer
- Kirsten Block (* 1960), deutsche Schauspielerin

### L
- Larry Block (1942–2012), US-amerikanischer Schauspieler
- Lawrence Block (* 1938), US-amerikanischer Autor
- Leo de Block (1904–1988), niederländischer Politiker
- Lieselotte Block (1918–2012), deutsche Anthropologin
- Lisa Block de Behar (* 1937), uruguayische Literaturwissenschaftlerin und Hochschullehrerin
- Lothar von Block (1889–1967), deutscher Generalmajor
- Ludwig Block (1860–1930), deutscher Oberforstmeister

### M
- Maggie De Block (* 1962), belgische Allgemeinmedizinerin und Politikerin der Open Vlaamse Liberalen en Democraten (Open VLD)
- Marc De Block (* 1945), belgischer Radrennfahrer
- Mario Block (* 1972), deutscher Fußballspieler und -trainer
- Marlen Block (* 1980), deutsche Politikerin (parteilos, früher Die Linke)
- Martin Block (Ethnologe) (1891–1972), deutscher Ethnologe
- Martin Block (Moderator) (1903–1967), US-amerikanischer Hörfunkmoderator
- Martin Block (Leichtathlet) (* 1973), deutscher Langstreckenläufer
- Mathilde Block (1850–1932), deutsche Malerin
- Matt Block (* 1966), US-amerikanischer Eishockeyspieler
- Maurice Block (1816–1901), französischer Mathematiker
- Max von Block (1854–1939), deutscher Generalmajor
- Max Block (Maler) (1890–1953), deutscher Maler
- Mike Block (* 1982), US-amerikanischer Cellist
- Miriam Block (* 1990), deutsche Politikerin
- Mitchell Block (1950/1951–2024), US-amerikanischer Filmproduzent
- Monika Block (Monika Meyer-Block; * 1941), deutsche Tischtennisspielerin

### N
- Ned Block (* 1942), US-amerikanischer Philosoph

### O
- Olivia Block (* um 1980), US-amerikanische Improvisationsmusikerin
- Otto Block (Politiker) (1889–?), deutscher Politiker (DBD)
- Otto Block (Architekt) (1901–1977), deutscher Architekt

### P
- Paul Block (Kulturpublizist) (1862–1934), deutscher Journalist und Kulturpublizist
- Paul Block (Verleger) (1875/1877–1941), US-amerikanischer Verleger
- Paul Block (General) (1895–1956), deutscher Generalmajor
- Peter Block (* 1940), US-amerikanischer Autor
- Peter Ludwig Heinrich von Block (1764–1834), auch Ludwig Heinrich von Block, Dresdner Hofrat und Entomologe

### R
- Ralph Block (1889–1974), US-amerikanischer Filmproduzent und Drehbuchautor
- René Block (* 1942), deutscher Galerist
- Rory Block (* 1949), US-amerikanische Blues-Gitarristin, Sängerin und Songwriterin
- Rudolf Block (1865–1953), deutscher Staatsrat, Oberschulrat und pädagogischer Fachautor
- Rudolph Block (Pseudonym Bruno Lessing; 1870–1940), US-amerikanischer Journalist und Schriftsteller

### S
- Sandy Block (1917–1985), US-amerikanischer Jazz- und Studiomusiker
- Schanna Block (* 1972), ukrainische Sprinterin
- Sherry Block (* 1971), US-amerikanische Bogenschützin
- Steven Block (* 1952), Physiker
- Stu Block (* 1977), kanadischer Sänger

### T
- Theodor Block (Jurist) (1578–1647), deutscher Jurist
- Theodor Block (Triathlet) (* 1948/1949), deutscher Triathlet und Duathlet
- Theodoricus Block (Dietrich Bloch, Truncus; um 1460–1524), deutscher Mediziner, katholischer Theologe und Humanist

### U
- Udo Block (1941–1997), österreichischer Politiker (SPÖ)
- Ursula Block (* 1938), deutsche Plattenladeninhaberin, Galeristin und Kuratorin
- Uwe Block (1946–2009), deutscher Musikverleger, Musikproduzent und Künstlermanager

### V
- Valentin Block (vor 1612–nach 1618), deutscher Münzmeister
- Vanessa Block, US-amerikanische Filmproduzentin, Drehbuchautorin, Kamerafrau und Filmregisseurin

### W
- Walter Block (Physiker) (1883–1947), deutscher Physiker und Eichungsdirektor
- Walter Block (Widerstandskämpfer) (1903–1945), deutscher Kommunist und Antifaschist
- Walter Block (Wirtschaftswissenschaftler) (Walter Edward Block; * 1941), US-amerikanischer Wirtschaftswissenschaftler und Autor
- Werner Block (Mediziner) (1893–1976), deutscher Chirurg und Kunstsammler
- Werner Block (Ingenieur) (Walter Karl Werner Block; * 1935), deutscher Elektroingenieur, Oscarpreisträger
- Werner Block (Künstler) (* 1946), deutscher Installationskünstler
- Wilhelm Block (1826–1902), Forstmeister
- Willi Block (1934–1966), Todesopfer an der Berliner Mauer